# Jaume Fàbrega
Pour les articles homonymes, voir Fabrega et Colom.
Jaume Fàbrega, de son nom complet Jaume Fàbrega i Colom, né en 1948 à Vilavenut dans la province de Gérone, est un historien, journaliste, critique d'art et consultant gastronomique espagnol. Il est professeur de gastronomie à l'École de tourisme et direction hôtelière de l'université autonome de Barcelone.

## Biographie
Il a été directeur de « Pèl & Ploma » aux éditions La Magrana, la plus ancienne collection de littérature gastronomique de Catalogne.
Il est membre de l'Association internationale des critiques d'art (AICA), de la Fédération internationale des écrivains et journalistes de tourisme (FIJET), et du Comité directeur de l'Association catalane des journalistes et écrivains de tourisme (ACPETUR), de l'AELC (Association d’écrivains en langue catalane). Il est aussi membre du Conseil assesseur et du Comité d'honneur du Congrès catalan de cuisine.
Jaume Fàbrega est considéré comme l'un des plus grands experts en cuisine et alimentation méditerranéennes, ainsi que le plus grand spécialiste en gastronomie de la zone comprenant la Catalogne, la région de Valence, les Baléares et la Principauté d'Andorre. Il est directeur des études de « Gastronomie et Littérature » à l'université Rovira i Virgili de Tarragone ainsi que d'autres centres académiques, dans lesquels il enseigne également (Université de Valence, Université d'Alicante, Université catalane d'été). Il a donné des cours de doctorat sur l'alimentation méditerranéenne à l'Hôpital Trias i Pujol de l'UAB (Université autonome de Barcelone).
Il a publié plus de 50 livres, parmi lesquels des œuvres de référence comme La Cuisine Méditerranéenne, une œuvre encyclopédique en 12 volumes, La Cuisine du Monde, en 3 volumes ou bien encore Le Grand livre de la cuisine catalane et celle de Ferran Adrià "El Bulli", la saveur de la Méditerranée.
Il a obtenu les Prix « Robert de Nola », en 1981, avec Jean-François Revel, le Prix d'honneur « Chaîne des rôtisseurs », en 1987, le Prix « Jaume Ciurana » de journalisme, en 1987, le Prix « Raïm d'argent », en 1991, avec Juan Mari Arzak, le Prix national d'essai d'Andorre, en 1996 et 2007, le Prix d'essai Josep Vallverdú, en 1996, le Prix d'essai Rovira i Virgili, en 1999, et le Prix d'essai C. Sarthou (Xàtiva, 2007).
Il a été primé 5 fois aux « Gourmand World Cookbook Awards », et son œuvre a été sélectionnée pour l'Exposition internationale olympique du livre de cuisine (Beijing, 2007-2008).
Il a apporté sa collaboration aux revues ou journaux suivants : Restauradores, Bouquet, Mesa y más, Vivir el vino, Descobrir cuina, Gazeta del Arte, Batik, La Vanguardia, Diari de Barcelona, Avui, Nou Diari, Canigó, El Món, Set Dies, Presència, El Punt, et actuellement, il collabore aux publications suivantes : El Temps, Mètode (UV), Serra d’Or, Diari de Girona, etc.
Le Larousse gastronomique lui consacre un de ses articles. Néstor Luján a écrit que Jaume Fàbrega est « l'auteur d'un livre concis, brillant, et exemplaire. A recommander absolument ». Xavier Domingo, a pour sa part ajouté : "Un jour les livres de Jaume Fàbrega seront des textes de référence et feront autorité à l'heure de parler de langage culinaire", opinions partagées par d'autres auteurs aussi prestigieux que Manuel Vázquez Montalbán, Éliane Thibaut-Comelade, Joan Perucho ou les cuisiniers Ferran Adrià, Santi Santamaria, Carme Ruscalleda ou Joan Roca.